# Cicatriz (banda)
Cicatriz fue un grupo musical español de rock, procedente de Vitoria (Álava, País Vasco) que surgió en la época del rock radical vasco, años 1980, y estuvo encabezado por Natxo Etxebarrieta. En sus inicios eran conocidos como Cicatriz en la Matriz, debido a que, cantaba junto al vocalista Natxo, su novia, conocida como «Poti», acortando, más tarde, su nombre a Cicatriz, después de que esta abandonase la banda. 
Su discografía comprende cuatro álbumes, tres de ellos de estudio y un último en directo. Los cuatro miembros de la formación que grabó su primer LP fallecieron víctimas del sida (Pakito, Pedro y Natxo) o por sobredosis de heroína  (Pepín).

## Historia

### Primeros años
El grupo se formó en 1983, en un centro de desintoxicación de Las Nieves, Vitoria, como terapia de grupo. Llamaron al grupo Cicatriz en la Matriz, en el que cantaban Natxo Etxebarrieta y su novia, Marieli Arroniz «Poti», junto al Pescadilla (guitarra), Emilio (después sustituido por Manolo -bajo-) y Toñin (batería). Después del primer concierto, entrarían dos miembros clave; Pedro Landatxe, a la batería, y José Arteaga (alias Pepín, o Pepino), a la guitarra, procedentes del grupo Los Freaks, donde también militó Juanjo Eguizabal como cantante, autor de varias letras de Cicatriz y creador del arte de Inadaptados. Cabe destacar que, este grupo, tocaba en sus conciertos los temas «Botes de humo» y «Aprieta el gatillo» que, posteriormente, pasarían a ser de Cicatriz (la música de estas canciones la compuso Landatxe, y las letras Eguizabal). Esta formación (Natxo, Poti, Pedro, Manolo y Pepín), grabó una maqueta, que se perdió en las inundaciones de Bilbao de 1983, y otra en Pamplona, en 1984, con temas que, más tarde, recuperarían en sus álbumes oficiales, como «Botes de humo», «Cuidado burócratas» o «Aprieta el gatillo». Ese mismo año, «Poti» abandonó el grupo, tras cortar su relación amorosa con Natxo.
En 1985, ya con el nombre de Cicatriz y con José Luis «Pakito» Rodrigo al bajo, grabaron su primera referencia oficial, el llamado «Disco de los cuatro» (Soñua), junto a Kortatu, Jotakie y Kontuz-Hi!. Cicatriz contribuyó con tres canciones: «Escupe», «Cuidado burócratas» y «Enemigo público» (también conocida como «Aprieta el gatillo»), y gracias a su actitud en constante provocación y a sus enérgicos directos, comienzan a ser muy conocidos en el País Vasco,

### Primer disco de estudio
1986 fue un gran año para el grupo ya que entraron a grabar su primer LP en los estudios Elkar (Lasarte), de la mano de Jean Phocas como técnico de sonido y Josu Zabala (de Hertzainak) como productor. El resultado fue Inadaptados, álbum considerado como uno de los más importantes del punk en España. Ese año fueron elegidos como «mejor grupo en directo» por los lectores del diario Egin.
En 1987 se produjo un cambio en la formación, al entrar Goar Iñurrieta en sustitución de Pepín, quien empezaba a presentar secuelas por el consumo de heroína. La idea era que, cuando Pepín se recuperase, volviese al grupo y Cicatriz pasara a estar formada por dos guitarristas; sin embargo, la idea de dos guitarras no gustó a Pepín, por lo que su regreso nunca se produjo.

### Problemas personales de Natxo y cese de actividad de la banda
En 1988 se produjo un suceso que paralizó la actividad de la banda. El 3 de marzo, al poco de salir de la cárcel, muere de cirrosis «Polvorilla», el hermano de Natxo, que en ese momento se encontraba en Ámsterdam (Países Bajos) y, al volver para el entierro, es detenido en Barajas al serle encontrado speed, motivo por el cual fue condenado a cuatro años, dos meses y un día de cárcel, acusado de narcotráfico. Ingresó en la cárcel de Carabanchel, permaneciendo en ella durante tres meses, en los que descubre las penurias allí existentes. Gracias a un par de conciertos organizados en el polideportivo de La Blanca, Vitoria, se consiguió recaudar el dinero necesario para pagar la fianza, logrando así que fuera puesto en libertad. Su estancia en la cárcel sería inmortalizada en la canción «La 204».
Poco después, en agosto, Natxo sufrió un aparatoso accidente en motocicleta (él iba como paquete), rompiéndose la columna vertebral, siendo necesaria una operación. Con una orden de ingreso desde San Sebastián, fue trasladado a la Clínica Universidad de Navarra, donde fue rechazado al enterarse de que había padecido hepatitis años atrás. Fue entonces trasladado a Valencia en furgoneta, donde estuvo esperando a ser intervenido cerca de una semana. Cuando, por fin iba a ser operado, los médicos descubrieron una gran infección al quitarle la escayola que tenía en la espalda, no pudiendo realizarle la descompresión de vértebras que necesitaba. Durante su ingreso compartió habitación con un enfermo de sida.
En aquella época, Natxo se encontraba rehabilitado, pero debido al accidente y a las posteriores depresiones que le sucedieron, volvió a consumir heroína, quedándose enganchado. En su calvario de recuperaciones por los hospitales coincidió con Iosu Expósito, cantante y guitarrista de Eskorbuto, en el hospital de Cruces, quien iba a visitar a su madre enferma y, de vez en cuando, le solía llevar heroína.
Mientras tanto, en la primavera del 1990, el exguitarrista José Arteaga «Pepín» fallecía por una sobredosis de heroína, en un piso del barrio vitoriano de Abetxuko. Ese mismo año, Landatxe forma, junto con su novia, Mamen Rodrigo (ex-Vulpes, y Guillermo Sánchez (ex-La UVI)), el grupo Anticuerpos, con quienes sacaría un disco homónimo en 1992, producido por Goar Iñurrieta. 
La recuperación de Natxo no fue total, ya que perdió movilidad en las piernas y se vio obligado a andar ayudado por unas muletas, que se convirtieron a su vez en símbolo del grupo.

### Regreso a la actividad
En compensación por el accidente, Natxo recibió una indemnización de 70 millones de pesetas, dinero que fue utilizado para costear la grabación del álbum 4 años 2 meses y 1 día en Londres, y para fundar su propia discográfica, Zika Records. De esta manera vio la luz en 1991 el segundo álbum de la banda, tras años de silencio. El guitarrista, Goar Iñurrieta, procedía de bandas de heavy metal y ello se vio reflejado en el sonido del disco, más cercano al hard rock y al metal.
En 1992 apareció su último álbum de estudio, Colgado por ti, en el que la banda se introdujo aún más en el sonido metal. En un principio, Natxo no quiso cantar en este disco, por lo que, el resto del grupo entró en el estudio a grabar mientras buscaban un cantante que le sustituyese, entre ellos a Carlos «Mahoma» de RIP. Cuando terminaron de grabar llevaron el disco sin voces a Natxo, que no se pudo resistir a cantarlo. La canción «Pacto con el diablo» fue la última letra escrita por el bajista, Pakito Rodrigo. Cabe decir que, tras el regreso y hasta su disolución, la actividad de Cicatriz en directo sería escasa.

### Cambios de formación y el fin de «los Zika»
En 1994 se produjeron algunos cambios en la formación. El bajista Dieguillo, ex de Quemando Ruedas, entró en sustitución de un debilitado Pakito, quien fallecía el 7 de julio a causa del sida, enfermedad que, también, habían contraído Natxo y Pedro. Este último, al descubrir su enfermedad, decide tomarse un año sabático en Sudamérica, por lo que, para cubrir su puesto, entra Pedro Fernández, del grupo Rock DAM.
Este mismo año, Cicatriz organizó un concierto en Lakuntza en memoria de Pakito, en el que grabaron su último disco: En directo (1994), con Natxo como único superviviente de la formación del clásico Inadaptados (Landatxe tenía previsto tocar, pero no pudo debido a su enfermedad). En 1995, Natxo expulsa de la formación a Dieguillo y entra Mikel Irazoki, del grupo Bizkar Hezurra, donde también tocaba Goar. Esta formación (Natxo, Goar, Pedro Fernández y Mikel), se reuniría para algunos ensayos durante 1995; sin embargo, nunca llegaron a tocar en directo, puesto que, el delicado estado de salud de Natxo lo impedía.
En julio de 1995, muere Pedro Landatxe, víctima del sida. A los pocos meses, el 5 de enero de 1996, el propio Natxo Etxebarrieta fallece por la misma causa (también padecía cáncer).

## Tributos a Cicatriz
En 2009, Goar Iñurrieta anunció que iba a realizar una gira tributo a Cicatriz, con una banda llamada Goar Cicatriz. En 2015 nació el grupo «Zarpazo! a Cicatriz», un grupo formado por Gaizka Etxebarrieta, hermano de Natxo Etxebarrieta, con los cuales dieron una serie de conciertos durante 2015 y 2016 en homenaje a Cicatriz.

## Miembros
- Toñin Ortega (1983) - Batería
- Emilio (1983) - Bajo
- «El Pescadilla» (1983) - Guitarra
- Manolo (1984) - Bajo
- Marieli Arroniz «la Poti» (1983-1984) - Voz
- Natxo Etxebarrieta Jiménez (1983-1996) (fallecido) - Voz
- José Arteaga «Pepín» (1984-1987) (fallecido) - Guitarra
- José Luis «Pakito» Rodrigo (1984-1994) (fallecido) - Bajo
- Pedro Landatxe (1984-1994) (fallecido) - Batería
- Goar Iñurrieta (1987-1996) - Guitarra
- Diego Garai «Dieguillo» (Quemando Ruedas) (1994-1995) - Bajo
- Mikel Irazoki (1995-1996) - Bajo
- Pedro Antonio Fernández Iradier (Rock DAM) (1994-1996) - Batería

Cronología

## Discografía

### Álbumes
- Inadaptados (Oihuka, 1986)
- 4 años, 2 meses y 1 día (Zika Records, 1991)
- Colgado por ti (Zika Records, 1992)
- En directo (Zika Records, 1994)

### Maqueta
- Cicatriz en la matriz - maqueta (1984)

### Discos compartidos
- «Disco de los cuatro» (Soñua, 1985), junto a Kortatu, Jotakie y Kontuz-Hi!. Reeditado en CD por Oihuka en 2000.
- Nicaragua Rock (1986). Disco en vivo junto a Kortatu, La Polla Records, y Electroputos.